# Józef Symeon Bogucki
Józef Symeon Bogucki (ur. 1816 w Warszawie, zm. 23 kwietnia 1855 tamże) – polski powieściopisarz i autor krótkich opowiadań.
Należał do kręgu cyganerii Warszawskiej oraz grupy dziennikarsko-literackiej wyrażającej postawę buntu  przeciwko brutalnej rzeczywistości.
W swojej twórczości przede wszystkim wzorował się na francuskojęzycznych romansach i powieściach sensacyjno-obyczajowych takich skandalizujących pisarzy jak Eugène Sue. Opisywał życie najuboższych mieszkańców Warszawy, sierot i żebraków. Poruszał wątki wstydliwe i takie których starano się unikać.
Był autorem między innymi: Klementynka czyli życie sieroty oraz Kapitaliści.
Swoje opowiadania publikował na łamach Dziennika Warszawskiego i Gazety Warszawskiej, ukazując życie stolicy „naznaczonej piętnem klęski listopadowej”.
Felietony te wydał w 3-krotnie poszerzanym zbiorze Wizerunki społeczeństwa warszawskiego z lat 1844, 1853 i 1855.
W opowiadaniu  Tajemnice Warszawy, czyli wszeteczna żebraczka, wykreował powszechnie znaną postać Ślepietuchy, okrutnej żebraczki i dzieciobójczyni.
Zmarł w Warszawie, został pochowany na Starych Powązkach, dziś miejsce dokładnego położenia grobu jest nieznane.